# The League of Gentlemen
The League of Gentlemen är en brittisk komikergrupp som bildades 1995 av Jeremy Dyson, Mark Gatiss, Steve Pemberton och Reece Shearsmith. Gruppen är mest känd för tv-serien med samma namn som utspelar sig i den fiktiva engelska orten Royston Vasey. Serien hade premiär 1999 på BBC Two och totalt har tre säsonger spelats in, varav den senaste visades 2002. 2005 kom filmen The League of Gentlemen's Apocalypse, baserad på karaktärerna i serien.